# Institut supérieur de formation agricole et rurale
LInstitut supérieur de formation agricole et rurale (ISFAR) au cœur du bassin arachidier du Sénégal, est situé  dans la région de Diourbel dans le département de Bambey et à 120 km de Dakar dans la route nationale numero 3 en allant vers Touba. Il est l'ancien école nationale des cadres ruraux (ENCR) de Bambey. Il est rattaché à l'université de Thiès en 2007 d'où le changement du nom où il constituait avec l'ENSA le pôle agronomique de ladite université. Il est rattaché a l'Université Alioune Diop de Bambey en 2019 où il est le seul pôle agronomique qui forme des ingénieurs des travaux en Agriculture, élevage et Eaux et Forêts.

## Historique
À l'origine de l'iSFAR, L'École nationale des cadres ruraux, ou E.N.C.R. était une école d'ingénieurs des travaux en agronomie particulièrement Agriculture, élevage et Eaux et Forêts située à Bambey (Sénégal). Elle a été transformée en Institut Supérieur de Formation Agricole et Rurale (ISFAR) de l'université de Thiès en 2007. Il est créé par l'ancien président Léopold-Sédar-Senghor en 1965. Elle est la seule école en Afrique de l'Ouest qui forme des ingénieurs des travaux dans ces trois domaines (Agriculture, Élevage et Eaux et Forêts)

## Dakar-Bambey
Fondée au milieu des années 60 au Sénégal et ouverte à Bambey en 1965 après avoir fonctionné un temps au Lycée Maurice Delafosse à Dakar, elle a eu dès le départ pour vocation de former en quatre années des ingénieurs des travaux agricoles, des eaux et forêts, vétérinaires... Elle était accessible sur concours aux Sénégalais ayant obtenu le BEPC et aux autres étudiants africains (Mauritanie, Niger, Mali, Tchad...). Cette école, soutenue par les aides bi et multilatérales, a été inaugurée par  Léopold Sédar Senghor, président de la République du Sénégal en 1966. L’administration et les professeurs sont essentiellement fournis alors par le Ministère de la Coopération français. Sa proximité avec le  Centre national recherche agronomique de Bambey ou CRA (Recherches portant sur l’adaptation au sol et au climat du Sahel) constitue alors un point positif. Son premier directeur était M. Bédu.

## Réforme de 1991
Près de trente années après son installation, les statuts et les buts de l’ENCR ont été réformés par décret en 1991. L’École Nationale des Cadres Ruraux de Bambey (E.N.C.R.) a eu désormais pour vocation de former des "ingénieurs des travaux" dans les départements de la production végétale, animale ou forestière ; dans le conseil pour la formation au développement.
La formation, d’une durée de trois ans  était sanctionnée par un diplôme d’ingénieur des travaux. L’admission, par voie de concours en septembre, y était ouverte aux candidats sénégalais des deux sexes âgés de 30 ans au plus au 1er janvier de l’année du concours, titulaires de tout baccalauréat mais pratiquement seuls les bacheliers scientifiques et techniques réussissent. L’école accueillait aussi des candidats étrangers dont la candidature devait être introduite par leurs gouvernements respectifs.

## ISFAR, Université de Thiès
En 2007, l'ENCR est devenue l' Institut supérieur de formation agricole et rurale, inclus dans l'Université Alioune Diop de Bambey depuis 2019. L'ISFAR propose ainsi :
- une formation initiale en Licence professionnelle qui évoluera en Master dans les filières de Productions animale, forestière et végétale.
- une formation continue ou modulaire à la carte des acteurs du monde rural (techniciens, producteurs...)

Les enseignements se font dans les filières suivantes : productions végétales, productions animales, productions forestières, économie rurale, génie rural.
L'ISFAR a initié également une étude pour l'élargissement de son offre de formation dans les domaines suivants: Conseil agricole et rural, Horticulture et Insémination artificielle, Gestion des aires protégée et de la faune, Développement Agricole er rurale.